# Mario Guedes
Mario Guedes (* 4. September 1958 in Rio de Janeiro) ist ein ehemaliger deutscher Profiboxer im Schwergewicht, Promoter und Trainer. Von 1992 bis 1994 war er Internationaler Deutscher Meister.

## Amateurlaufbahn
Mario Guedes begann seine Boxsportkarriere beim Postsportverein 1925 Aachen, für den er als Amateur ca. 75 Kämpfe bestritt und Mittelrheinischer Meister im Superschwergewicht wurde.

## Profikarriere
1985 wechselte er gemeinsam mit seinem Mentor und Förderer Dieter Becker ins Profilager. In seiner Heimatstadt Aachen bestritt er am 7. September 1985 sein Debüt gegen Horst Schulze, den Guedes in der dritten Runde durch technischen K. o. besiegte.
Nach einem Erstrundenerfolg über Mladen Stanmirović boxte Guedes gegen Novak Radanović, der bis dato nur nach Punkten gegen Thomas Classen und Charly Graf verloren hatte. Guedes gewann in der sechsten Runde.
1989 verstarb überraschend sein Freund und Manager Dieter Becker, was auf ihn und seine Karriere Einfluss hatte. Im November 1990 bot Universum Box-Promotion Guedes an, gegen Knut Blin um die vakante Internationale Deutsche Meisterschaft zu kämpfen. Nach mangelhafter Vorbereitung (keinen richtigen Trainer und auch keine Sparringspartner) trat er am 16. November 1990 gegen Blin an und verlor nach einem harten Körpertreffer mit einem Rippenbruch als Folge nach der sechsten Runde durch Aufgabe.
Anfang 1992 kam es im Aachener Saaltheater Geulen zum Titelkampf um die vakante Internationale Deutsche Schwergewichtsmeisterschaft zwischen Mario Guedes und Mario Schießer. Nach zehn Runden wurde Mario Guedes Punktsieger und war damit neuer Internationaler Deutscher Meister im Schwergewicht. Danach kämpfte er in der Tivoli Eissporthalle gegen den Aachener Klaus Gallwe und siegte durch K. o. in der siebten Runde. Guedes siegte ein Jahr später in Rahmenkämpfen gegen Young Joe Louis und John Morton. Am 15. Oktober 1993 erhielt dann Mario Schießer seine Revanche und siegte schließlich nach zehn Runden knapp nach Punkten. Guedes boxte am 28. Mai 1994 in seiner Heimatstadt Aachen gegen den US-Amerikaner Ken Jackson und schlug ihn in der sechsten Runde K. o. Danach beendete er seine aktive Laufbahn.

## Trainer und Promoter
Nach seiner aktiven Laufbahn erwarb Mario Guedes 1995 den Trainerschein beim MABV und war bei einigen Boxvereinen der Region als Trainer tätig. 1998 wechselte sein bis dato bester Amateurboxer, Adnan Serin, in das Profilager und Guedes spielte in dem TV-Film Mein Freund, der Bulle einen Boxtrainer.
Mario Guedes entwickelte ein Konzept, das es jungen Sportlern ermöglichen soll, sich durch den Sport eine existenzielle Basis zu schaffen. Aus diesem Grund gründete Mario Guedes im Jahre 2000 den Amateurbox-Verein MTK Boxen Aachen. Der Verein ist im Aachener Ostviertel beheimatet, einem sozialen Brennpunkt.
Hier trainiert er teils erfolgreich die Boxer/Boxerinnen:
- Mario Weyer-Guedes, Denis Sterl-Guedes[2],
- Jessica Balogun, Dirk „Alemanne“ Mandelartz,
- Ommid Mostaghim, Alex Mogylewski,
- Maryna Kohlgruber, Stefan Raaff.

2005 gründete Mario Guedes zudem, mit Marion Forbrig als Geschäftsführerin, die Pound 4 Pound Boxpromotion und Events Aachen. Die ersten vier Berufsboxer, die unter Vertrag genommen wurden, entstammten allesamt dem Verein MTK Boxen Aachen. Anfang 2007 wurde, auch in Aachens Ostviertel, speziell für die P4P-Berufsboxer eine Trainingshalle eingerichtet. 2010 wurde die P4P-Boxpromotion in eine GmbH umgewandelt.
Seine Entdeckung Jessica Balogun hat mittlerweile Weltklasse-Boxstatus erreicht – sie ist Weltmeisterin zweier Verbände in drei Gewichtsklassen und hat bis Juli 2010 17 Berufsboxkämpfe, darunter neun WM-Kämpfe, erfolgreich absolviert.
Mario Guedes jr., der aktuell jüngste Berufsboxer (16) Deutschlands, steht (Juli, 2010) bei drei K.-o.-Siegen aus drei Kämpfen.